# Lorenzo Aragón
Lorenzo Aragón Armenteros (* 28. April 1974 in Santa Isabel de las Lajas, Provinz Cienfuegos) ist ein ehemaliger kubanischer Boxer. Aragón war Weltmeister 2001 und 2003 und Silbermedaillengewinner der Olympischen Spiele 2004.

## Karriere
Im Juniorenbereich (U19) wurde Aragón 1992 Weltmeister im Fliegengewicht (-51 kg).
Bei den nationalen Meisterschaften gewann Aragón 1991 Bronze, anschließend gewann er zwischen 1992 und 2004 insgesamt zehnmal den Titel. Er ist der einzige Boxer, dem dies in sechs verschiedenen Gewichtsklassen gelang. Sein Finalsieg 2000 über Roberto Guerra (bis 63,5 kg) wurde ihm trotz einstimmigen Punktrichtervotums später in einem höchst umstrittenen Vorgang vom Verband aberkannt, wodurch er an der Teilnahme am olympischen Boxturnier in Sydney gehindert wurde.
1994 nahm Aragón an den Panamerikanischen Meisterschaften teil und konnte diese im Federgewicht (-57 kg) mit einem Finalsieg über Yoni Vargas Martínez (Mexiko) gewinnen (9:7). Im selben Jahr erreichte er auch das Finale des Chemiepokals in Halle, verlor dieses jedoch gegen Falk Huste (Deutschland, 11:7). Bei den Olympischen Spielen 1996 musste sich Aragón nach Siegen über Noureddine Medjehoud, (Algerien, 9:6) und Rogerio de Brito (Brasilien, 16:6) im Viertelfinale Floyd Mayweather Jr. (USA) knapp mit 12:11 geschlagen geben.
1998 erreichte Aragón das Finale des Weltcups in Peking im Halbweltergewicht (63,5 kg), verlor dieses jedoch gegen Muhammadqodir Abdullayev (Usbekistan, 17:13). Bei den Weltmeisterschaften 2001 erkämpfte er sich mit einem Finalsieg über Anthony Thompson (USA, 27:15) den WM-Titel im Weltergewicht (-67 kg) und konnte diesen 2003 mit Siegen u. a. gegen Non Boonjumnong (Thailand, RSC 2.), Andre Berto (USA, 25:15), und im Finale über Sherzod Husanov (Usbekistan, 17:9) verteidigen. Im selben Jahr gewann er auch die Panamerikanischen Spiele mit einem Finalsieg über Juan McPherson (USA, 30:11).
Bei den Olympischen Spielen 2004 erreichte Aragón nach Siegen über Theodoros Kotakos (Griechenland, RSC 3.), Vanes Martirosyan, (USA, RSC 3.), Ruslan Khairov (Aserbaidschan, 16:14), und Kim Jung-joo (Südkorea, 38:10) das Finale, welches er gegen Baqtijar Artajew (Kasachstan) verlor (36:26) und somit die olympische Silbermedaille gewann.